# Histoire de Beauvais

Armes de la ville de Beauvais
Les armes de Beauvais se blasonnent ainsi : « de gueules au pal d'argent »
Devise:Palus ut hic fixus constans et firma manebo. (Tel ce pieu fiché constante et ferme resterai.), devise figurant sur le premier blason de la ville
Ornements extérieurs : croix de la Légion d'honneur (1957), Croix de guerre 1914-1918, Croix de guerre 1939-1945 avec palme.

L'histoire de Beauvais commence à la préhistoire. Le site de Beauvais fut peuplé depuis le paléolithique, mais ce sont les Romains qui au Ier siècle donnèrent son nom à la ville. Beauvais se développa au Moyen Âge grâce à son activité textile. La création d'une manufacture de tapisserie au XVIIe siècle assit sa renommée. En grande partie détruite pendant la Seconde Guerre mondiale, la ville de Beauvais connut, après 1945, une extension sans précédent. Elle comptait, en 2013, 55 252 habitants.

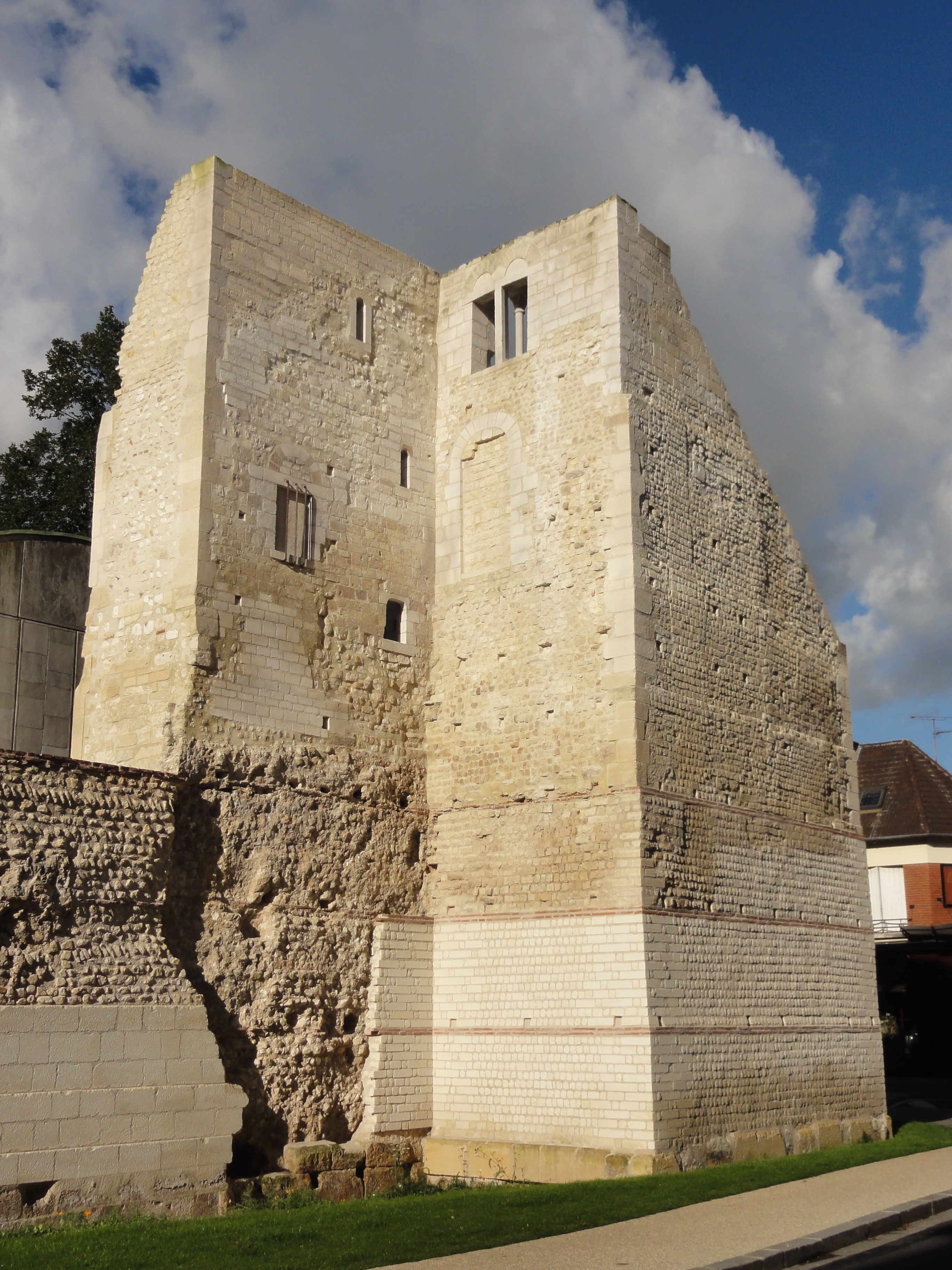
Vestiges du rempart gallo-romain de Beauvais (IIIe siècle)

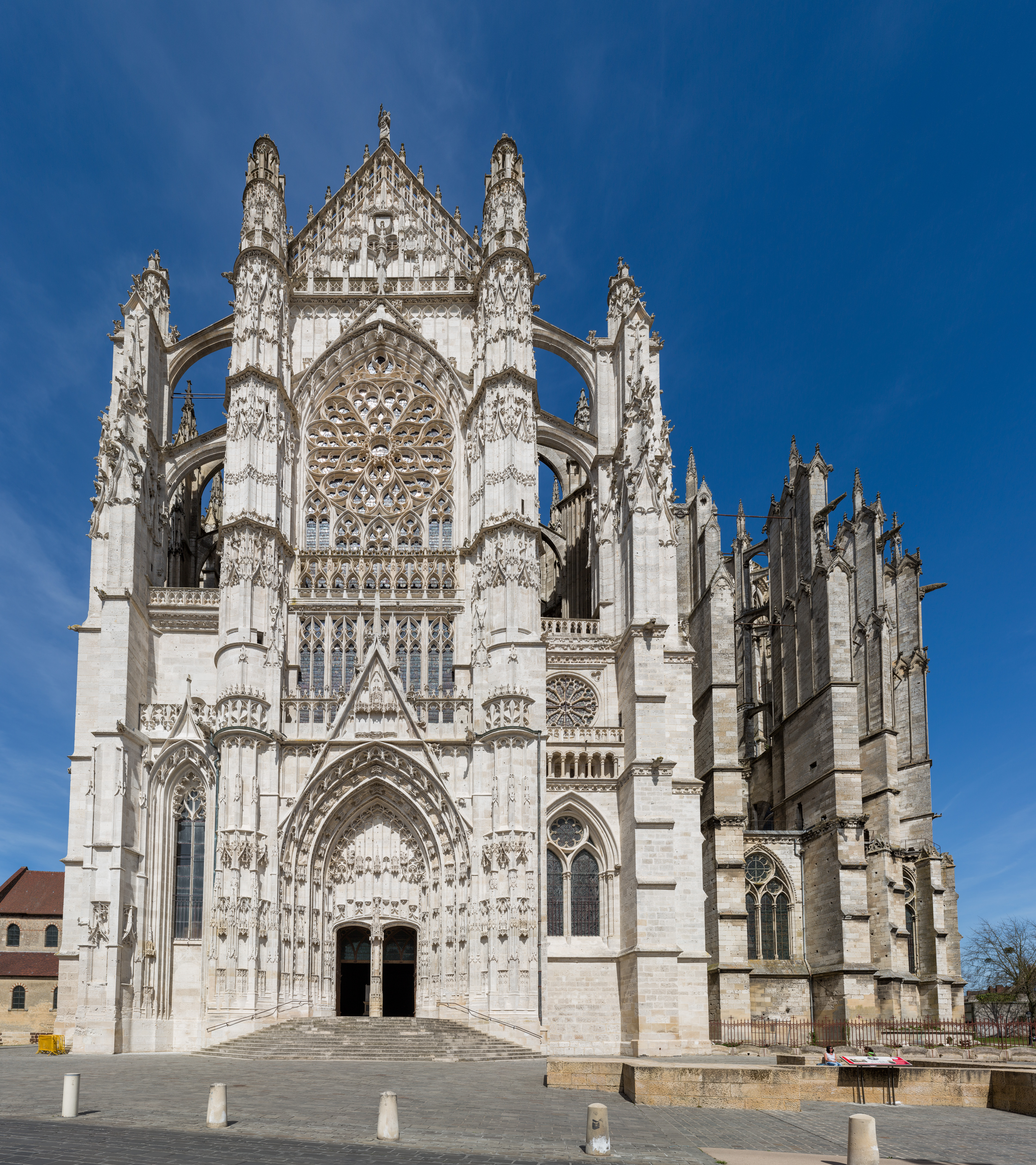
La cathédrale de Beauvais, façade sud du transept (XVIe siècle)

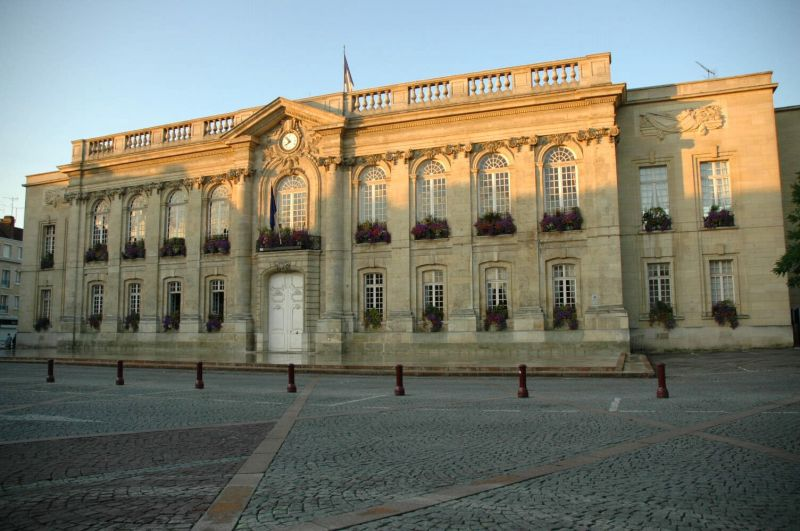
Façade de l'hôtel de ville de Beauvais (1752)

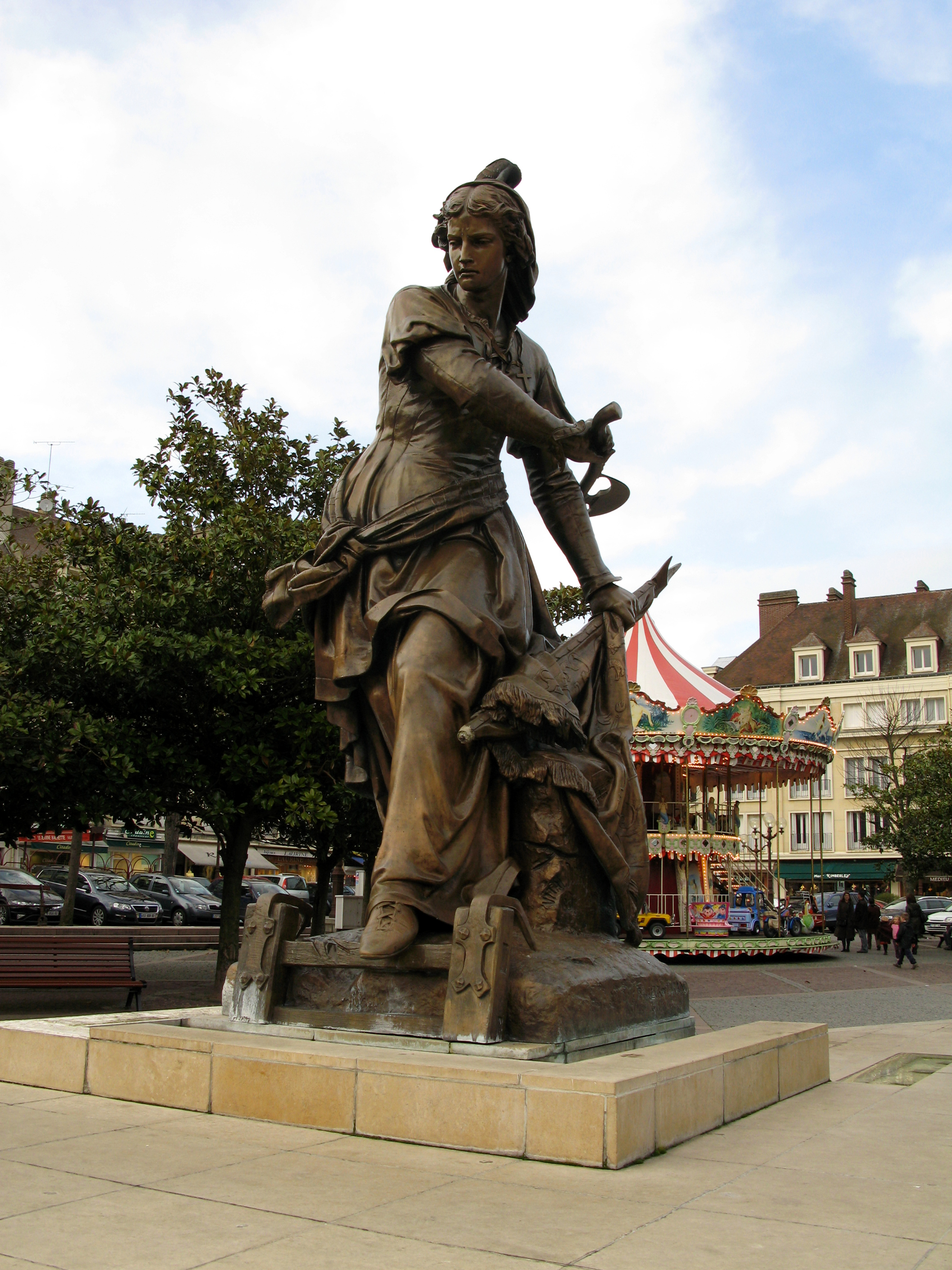
Statue de Jeanne Hachette (1851)

## Préhistoire

### Paléolithique moyen
Les premières traces de fréquentation du site de Beauvais remonte au Paléolithique moyen  autour de 65 000 avant notre ère.

### Âge du fer

#### Les Bellovaques

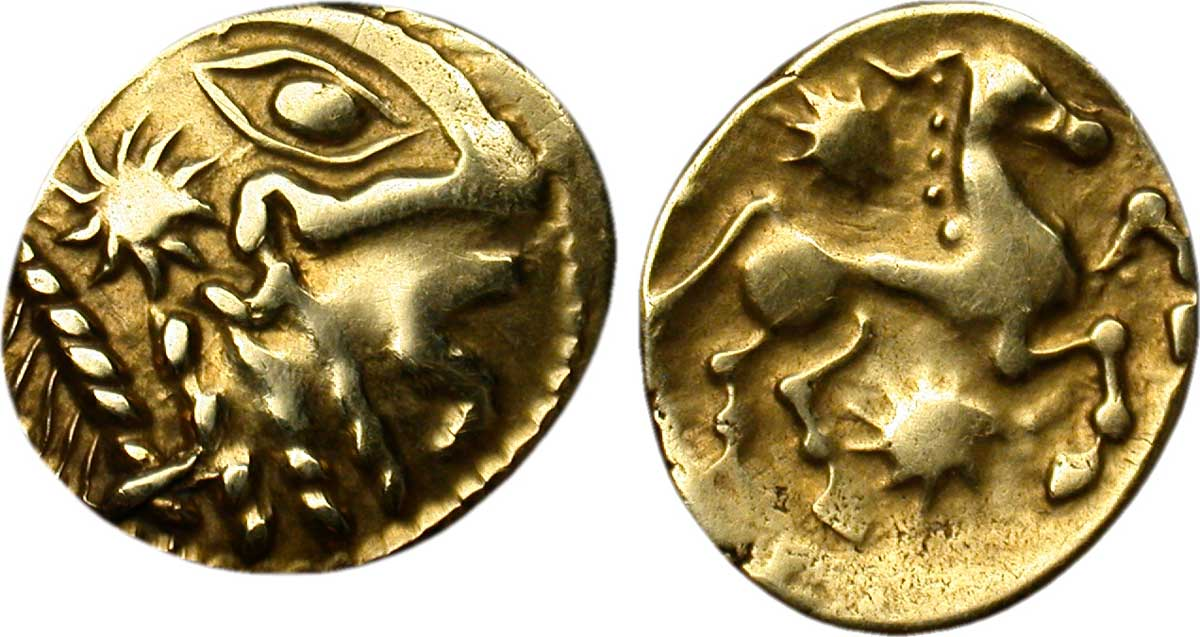
Statère d'or à l'astre, frappé par les Bellovaques (vers 80-50 av. J.-C.)

Les Bellovaques - latin Bellovaci -  formaient une des tribus des peuples gaulois de la Gaule belgique. C’était l’une des plus importantes numériquement et ils étaient les premiers des Belgae selon Jules César. Ils étaient entourés au nord par les Ambiens, à l'est par les Suessions et par les Silvanectes, au sud par les Parisii, à l'ouest par les Véliocasses et par les Calètes.

#### Les Bellovaques dans la Guerre des Gaules
En 57 av. J.-C., les Bellovaques furent membre de la coalition des Belges : ils auraient fourni 60 000 hommes sur les 300 000 de la coalition. Ils se soumirent lorsque César s'approcha de l’oppidum de Bratuspantium  dont la localisation nous est inconnue. 
À la fin de l'année 54 av. J.-C., César fit hiverner trois légions  commandées par Trébonius, Crassus et Munatius Plancus, en territoire bellovaque pour endiguer la révolte d'Ambiorix dans le nord de la Gaule Belgique. 
En 51 av. J.-C., Corréos, chef bellovaque, prit la tête d’une nouvelle coalition de Belges mais fut tué lors d’une bataille contre les Romains. Sa mort mit fin aux hostilités. Les fouilles archéologiques n'ont pas mis au jour - jusqu'à présent - de vestiges d'un habitat gaulois sur le site de Caesaromagus.

## Antiquité

### Fondation de Caesaromagus
Un Camp fortifié par les Romains, prit, au Ier siècle, le nom de Caesaromagus : le Marché de César.
La ville gallo-romaine nous est assez mal connue, malgré son étendue importante (80  à   100 ha)
La ville gallo-romaine était selon certains archéologues située sur la Via Agrippa de l'Océan qui, venant de Augustomagus (Senlis), passait par Caesaromagus pour rejoindre Samarobriva (Amiens) puis Gesoriacum (Boulogne-sur-Mer). Cet itinéraire n'est pas le seul proposé pour cette voie romaine. Une autre voie romaine partait de Beauvais et allait à Petromantalum (Saint-Clair-sur-Epte) sur la Chaussée Jules César, voie romaine qui reliait Lutèce (Paris) à Rotomagus (Rouen) et à Juliobona (Lillebonne).

### Caesaromagus devient Bellovacum
À la fin du IIIe siècle, comme presque toutes les cités de la Gaule, Caesaromagus prit le nom de la tribu gauloise locale. Elle devint Bellovacum. 
Elle fut détruite par des incursions barbares vers 275, après les expéditions de 259-270, 263-270 , 273-275. Elle fut reconstruite au IVe siècle et ceint d’une muraille renforcée de tours carrés à chaque angle. La taille de la cité fut ramenée à 10 ha.
En 328, l’Empereur Constantin visita les vétérans de son armée dans le castrum de Bellovacis.

### Christianisation de Bellovacum
Selon la tradition catholique, le Romain Lucius, converti au christianisme, se fit s’appeler Lucien. Il parcourut l’Italie pour prêcher. Victime de persécution lors de son séjour à Parme il fut emprisonné et s’évada. Vers 250, il aurait été ordonné évêque par le pape qui l’envoya en Gaule avec Denis et Rieul. C'est ainsi qu'il serait arrivé à Caesaromagus.
Vers 290 l’empereur Dioclétien opposé au christianisme envoya Latinus, Jarius et Antor en Gaule afin mettre fin à l'expansion de cette nouvelle religion. Lucien se réfugia avec ses deux compagnons Maxien et Julien à Montmille près de Beauvais fut retrouvé par les Romains. Ses compagnons et lui furent décapités.
Cette exécution non historiquement prouvée est considérée comme le début de la christianisation de la région, et la source du pouvoir des évêques de Beauvais.
Un autre personnage qui ne nous est connu que par la légende Juste de Beauvais (vers 278- vers 287) aurait été un enfant chrétien martyrisé par décapitation alors qu'il se rendait à Amiens.

## Moyen Âge

### Haut Moyen Âge

#### Période mérovingienne, les progrès du christianisme à Beauvais
Beauvais au Ve siècle fit partie du royaume romain de Syagrius. En 486, à la Bataille de Soissons, Syagrius fut vaincu par Clovis, Beauvais tomba alors sous la domination franque. 
La présence d’un évêque est attestée dans la ville en 632. L'autorité des évêques de Beauvais grandit en même temps que le christianisme s’imposait.
Angadrême de Renty († vers 695) fut la première abbesse du couvent d'Oroër au nord-est de Beauvais. Après sa mort, des miracles se produisirent sur son tombeau. Le culte d'Angadrême se développa dans toute la contrée.

#### Période carolingienne, Beauvais sous la menace viking

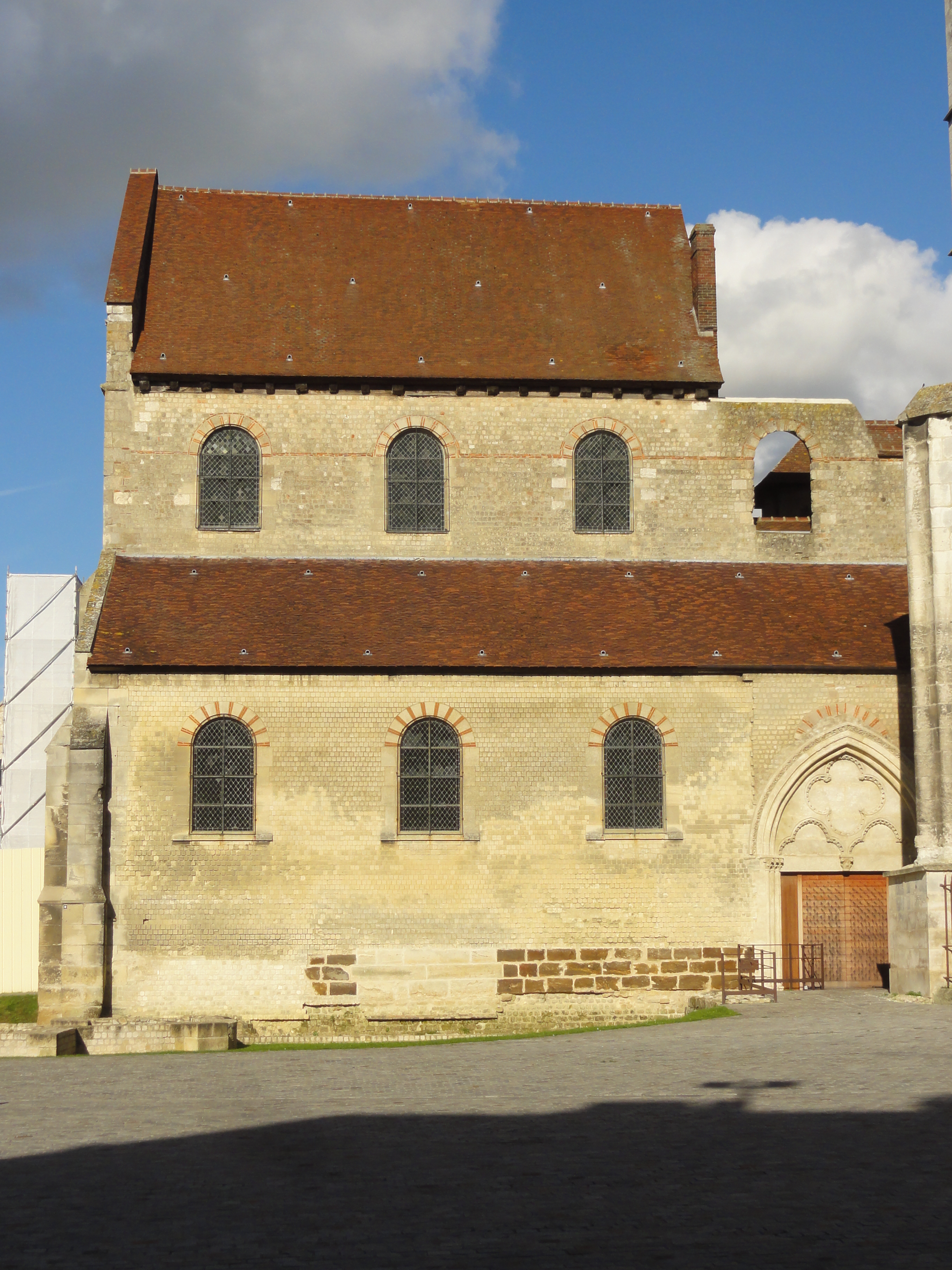
La Basse-Œuvre, côté sud.

En 845, se tint à Beauvais, en présence du roi Charles le Chauve, un concile qui élit l’archevêque de Reims.  
En 851, la ville est incendiée par les Vikings qui tuent l’évêque Hermenfroi (Erminfridus).
En 876, la ville résiste à une nouvelle attaque des vikings. 
Au IXe siècle, lors d'une invasion vikings, les religieuses d’Oroër se réfugièrent à Beauvais emportant les châsses de saint Evrost et de sainte Angadrême. Leur couvent fut détruit, et ce qui restait de ses biens fut transféré dans l’église Saint-Michel de Beauvais. On prétendit que ces reliques préservèrent la ville d'une attaque des Vikings. 
Le pouvoir temporel était représenté à Beauvais par un comte dont l'existence fut mentionnée en 936 dans deux diplômes de Louis IV d'Outremer. 
À la fin de l'époque carolingienne, dans la seconde moitié du Xe siècle, fut édifiée une nouvelle cathédrale, Notre-Dame de la Basse-Œuvre. Ce nouvel édifice remplaça une cathédrale construite antérieurement. On en a retrouvé divers fragments de fresques, dont une tête d'homme, d'une qualité remarquable. Rare témoin en France de l'architecture carolingienne encore conservé, l'édifice a été construit avec des remplois gallo-romains.

### Moyen Âge classique (ou central)

#### Les évêques-comtes de Beauvais
L'évêché de Beauvais était l'un des plus prestigieux de la France du nord car il bénéficiait de revenus considérables, Beauvais étant un carrefour de routes commerciales et une ville drapante. L'évêque de Beauvais cumulait les pouvoirs religieux et politiques, il était le véritable maître de la cité. À partir du XIIIe siècle l'évêque-comte de Beauvais était également pair du royaume avec les deux autres évêques-comtes et les trois évêques-ducs : le Capétien Philippe de Dreux, cousin germain de Philippe Auguste, fut le premier évêque-comte (1175-1217) à posséder la pairie. La pairie était une distinction plus honorifique que politique dans la hiérarchie médiévale ; il existait également six pairs laïcs, trois comtes et trois ducs.
Avant d'être pairs du royaume, les évêques durent conquérir progressivement le comté de Beauvais, comté d'abord laïc — aux mains notamment de la maison de Blois, sans doute en héritage des Vermandois — lors de tout un processus développé au cours des Xe – XIIe siècles (9) : émission monétaire, référence dans les actes au roi seul et pas au comte laïc, obtention par l'évêque Roger Ier de Blois († 24 juin 1022) de droits comtaux partiels cédés par le comte Eudes II de Blois († 1037 ; mais pas tout le comté et sans le titre comtal, ni en contrepartie de Sancerre comme le prétendait le moine chroniqueur Aubry de Trois-Fontaines, affirmant indûment que l'évêque Roger avait hérité Sancerre de son père Eudes Ier de Blois, pour l'échanger ensuite avec son frère Eudes II contre le comté de Beauvais dont il aurait fait don à l’Église de Beauvais ; d'ailleurs il est admis depuis l'historien chartiste Léon-Honoré Labande dans sa thèse des Chartes « Histoire de la ville de Beauvais » (1890), que l'évêque Roger n'est pas le fils d'Eudes Ier et de sa femme Berthe de Bourgogne). La donation partielle de 1015 fut confirmée par le roi Robert II. À partir du XIIe siècle et jusqu'à la Révolution française, les évêques furent donc également comtes de Beauvais.

#### La commune de Beauvais; le conflit entre le roi et l'évêque
La prospérité et la croissance des villes à partir du XIe siècle entraînèrent dans le nord du royaume ce qu'il est convenu d'appeler le mouvement communal. Les seigneurs féodaux, n'étant plus en mesure de régler les problèmes nouveaux qui se posaient avec la croissance urbaine, furent contraints, pacifiquement mais aussi parfois par la force, d'accorder des chartes de franchises aux villes qui s'érigèrent alors en commune. Le roi de France appuya ce mouvement dans la mesure où il affaiblissait la puissance des féodaux.
Beauvais obtint une charte communale en 1099. Le roi Louis VI le Gros la confirma, en 1122. 
Au XIIIe siècle, Beauvais faisait partie de la « Hanse des Dix-Sept villes drapantes » du Nord de la France et de Belgique (Flandre et Hainaut) dont le but était l'écoulement de la production textile notamment aux foires de Champagne qui  constituaient le principal lieu d'échange à cette époque. De là, le drap était exporté jusqu'en orient.
Aux XIIe et XIIIe siècles, les artisans beauvaisiens du textile travaillaient toutes sortes de laine, notamment les plus fines, importées de Londres. Les corporations ou métiers étaient organisés par une réglementation stricte. On comptait à Beauvais plus d'une vingtaine de métiers différents : tisserands, teinturiers, finisseurs, tondeurs, apprêteurs… Un groupe d'environ 80 familles dirigeait les ateliers ou travaillaient des ouvriers. Beauvais connut à cette époque un véritable âge d’or lié à la croissance économique et à la puissance financière qui en découla. Cette puissance se matérialisa par la construction de la cathédrale. Les maires de cette période furent, la plupart du temps, issus du cercle étroit des négociants. 
La société beauvaisienne de l'époque était divisée en deux grandes catégories: les majores qui représentaient un métier, celui des changeurs, établis en grand nombre dans la ville car l'évêque avait droit de battre monnaie et les populares formés des vingt-et-un autres métiers présents dans la ville. Pour administrer la commune, les changeurs désignaient, à eux seuls, six échevins et les autres métiers réunis six autres. Les douze échevins devaient choisir deux d'entre eux et les soumettre au choix de l'évêque-comte qui désignait ainsi le maire. Or, un conflit éclata en 1232 pour la nomination du maire. Pour couper court à l'émeute qui menaçait, le jeune roi Saint Louis (17 ans ; de concert avec sa mère Blanche de Castille) désigna d'autorité un maire que les bourgeois de Beauvais refusèrent. Le conflit s’aggrava lorsque le roi vint à Beauvais alors que l'évêque lui demandait de ne pas prendre part à cette affaire qu'il estimait être de son seul ressort. Louis IX courroucé s'installa dans le palais épiscopal, fit saisir les biens de l'évêque Milon (1217-1234) et fit emprisonner les principaux meneurs de la sédition. 1 500 habitants furent expulsés vers Paris, quinze maisons furent détruites par ordre du roi. L'évêque mécontent mis son diocèse en interdit, en appela aux autres évêques, au pape, pour recouvrer ses droits. Son successeur Godefroy de Clermont-Nesle (1234-1236) fit de même, en vain. L'autorité du roi triomphait (cf. Milon). Les choses s'apaisèrent sous l'évêque Robert de Cressones(s)art/de Cressonsacq (1238-1248).

#### La maladrerie Saint-Lazare
Au XIIe siècle, la Maladrerie Saint-Lazare fut édifiée à Voisinlieu, au sud de Beauvais. Le premier acte connu concernant la maladrerie Saint-Lazare de Beauvais est un acte de 1231 faisant état de la donation d'une maison d'un bourgeois de Beauvais à l'église Saint-Lazare. Ce document ne signifiant pas, en lui-même, qu'une maladrerie existait autour de l'église Saint-Lazare mais laisse entendre qu'une communauté de lépreux existait à cette période, et qu'elle était fixée à cet endroit à l'instigation de l'évêque de Beauvais.
Une autre maladrerie, la maladrerie Saint-Antoine fut fondée à Marissel au nord-est de Beauvais.

#### Abbayes, collégiales et couvents à Beauvais
Le XIe siècle fut une période de fondations d'établissements religieux à Beauvais:
L'abbaye bénédictine Saint-Lucien aurait été bâtie sur le tombeau du saint auquel elle emprunta le nom. Les historiens pensent que c'est en 1090 que l'abbé Pierre Ier fit commencer la construction de l'église du monastère. Cette abbaye exista jusqu'à la Révolution française.
En, 1035, l’abbaye de Saint-Symphorien fut fondée à proximité de la ville.
L'abbaye Saint-Quentin de Beauvais fondée vers 1067, était une abbaye de chanoines réguliers augustins. Elle connut un essor florissant au cours du Moyen Âge. Elle fut agrandie au XIVe siècle et reconstruite en partie au XVIIe siècle après l'incendie de 1681. Les bâtiments abritent aujourd'hui la préfecture du département de l'Oise.
Plusieurs chapitres de chanoines séculiers sont attestés aux XIe et XIIe siècles : outre le chapitre cathédral, existaient ceux de Saint-Nicolas, Saint-Michel, Saint-Laurent, Saint-Vaast et de Notre-Dame-du-Châtel. La collégiale Saint-Barthélémy fut fondée en 1037, elle était dirigée par un chapitre de chanoines. À la Révolution, elle fut déclarée bien national et vendue. Il n'en reste aujourd'hui que quelques vestiges visibles.
À la même époque, apparurent les ordres mendiants dont les couvents s'élevèrent comme à l'est de la ville le couvent des jacobins fondé par le roi Saint Louis et dont Vincent de Beauvais fut sous-prieur. Les dominicains contribuèrent très largement à l'éclat intellectuel de la ville au XIIIe siècle.

#### La cathédrale de Beauvais ou l’orgueil du gothique
À l'essor économique que connut Beauvais durant le XIIIe siècle et le début du XIVe siècle, correspondit une vie artistique intense. Deux grands chantiers parmi d'autres marquèrent l'histoire de la ville :
- L'Église Saint-Étienne de Beauvais : située au sud du centre ville, l'église Saint-Étienne est la plus vaste de la ville. Sa construction fut achevée aux alentours de 1220. Son architecture mêle des éléments de style roman et de style gothique primitif. et peu après, en 1225, débuta le chantier de la cathédrale gothique dont l'évêque-comte Milon de Nanteuil fut le promoteur :

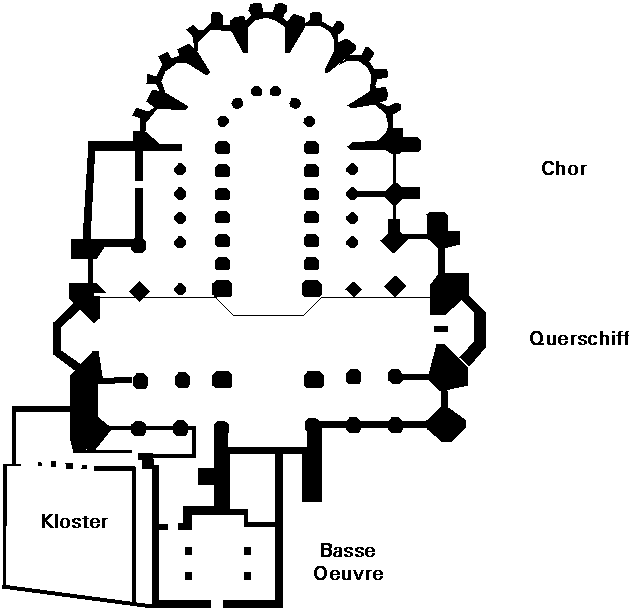
Plan de la cathédrale de Beauvais

- La cathédrale : C'est après un incendie de la « Basse Œuvre » qu'a commencé, en 1225, la construction de la cathédrale. À partir du 3 octobre 1272, les offices furent célébrés dans le nouveau chœur. Le projet était gigantesque, la cathédrale de Beauvais devait surpasser en hauteur les cathédrales de toutes les villes des environs : Senlis, Noyon, Soissons, Paris et surtout Amiens. La hauteur sous voûte dépassa de ses 48 mètres tout ce qui avait été fait auparavant. Le chœur et le bas-côté oriental du transept furent achevés en 1272.

Malheureusement, en 1284, les piliers étant trop écartés, une partie du chœur s'effondra du fait d'une faiblesse au niveau de la deuxième pile séparant les bas-côtés et qui a provoqué la rupture de l'arc-boutant supérieur. On décida de consolider l'édifice, de modifier la structure des travées en ajoutant des piliers intermédiaires dans le chœur. Les réparations durèrent jusque 1347. La poursuite des travaux de construction de la cathédrale fut interrompue par la Guerre de Cent Ans.
Eugène Viollet-le-Duc considérait la cathédrale de Beauvais comme le « Parthénon de l’architecture gothique ». 
Au Moyen Âge, la cathédrale Saint-Pierre de Beauvais était surtout connue pour la riche bibliothèque du chapitre cathédral. Antoine Loysel en attribua la fondation, d'abord à l'évêque Odon Ier († 881), ensuite à Roger Ier de Blois († 1022). On a conservé pour le XIe siècle la mention d'un legs de quatorze livres fait par un certain Roscelinus grammaticus (en dehors de traités de grammaire et de rhétorique, des œuvres de Virgile, Horace, Juvénal, Stace) 
Au XIIe siècle, Chrétien de Troyes déclarait au début de son Cligès qu'il en a trouvé l'histoire dans un livre de la bibliothèque de Beauvais. 
Dans son testament daté du 2 novembre 1217, l'évêque Philippe de Dreux léguait tous ses livres de droit et de théologie à la bibliothèque. La construction d'un nouveau local pour la bibliothèque fut décidée en 1404 et achevée en janvier 1417.
On a conservé du XVe siècle un catalogue incomplet contenant 141 articles (Ni les livres légués au XIe siècle par Roscelinus grammaticus, ni aucun manuscrit susceptible de contenir l'histoire de Cligès n'y apparaissent.), mais un ancien cartulaire perdu, contenant une copie de ce catalogue et décrit au XVIIIe siècle, signalait 186 volumes (« Livres qui composaient la bibliothèque ancienne, et leurs commencements, lesquels se montaient à cent quatre-vingt-six volumes » dans un recueil de copies et extraits fait au XVIIIe siècle et conservé au château de Troussures).
Au XVIe siècle, la bibliothèque reçut la visite de plusieurs érudits célèbres (Jean du Tillet, Jacques Amyot, Antoine Loysel), mais du désordre et de la négligence s'introduisirent dans la gestion, et les prêts non suivis de restitution se multiplièrent. 
En mars-avril 1664, Claude Joly, petit-fils d'Antoine Loysel, établit un catalogue sommaire de 147 articles.
À la Révolution, aucun inventaire ne fut semble-t-il dressé. D'après Henri Omont, en 1916, une soixantaine de manuscrits seulement provenant de cette bibliothèque étaient repérés (Dont trente-trois à la Bibliothèque nationale de France, plusieurs dans de grandes collections étrangères (trois ou cinq à la Bibliothèque Laurentienne de Florence, Vatican, British Library…), et six des plus beaux volumes acquis en 1908 pour la Pierpont Morgan Library - dont une copie des homélies de saint Augustin sur l'épître de saint Jean, exécutée à l'abbaye de Luxeuil au VIIe siècle, seul manuscrit en écriture onciale conservé de cette époque, aujourd'hui un des joyaux de cette bibliothèque.
Dans le côté nord du déambulatoire, se trouve toujours une horloge datant du début du XIVe siècle. C'est l'une des plus anciennes horloges à mécanisme connue à ce jour. Un escalier de pierre permet d’accéder à ses mécanismes. Dans le campanile de bois, se trouve la cloche des heures, donnée au début du XIVe siècle par Étienne Musique, chanoine de la cathédrale de Beauvais.

### Bas Moyen Âge
Au début de la Guerre de Cent Ans, le roi d'Angleterre Édouard III, au cours de sa chevauchée tenta de prendre Beauvais, mais la ville, sous l'impulsion de l'évêque Jean de Marigny, résista. En représailles, les Anglais brûlèrent l'abbaye de Saint-Lucien et pillèrent le Beauvaisis.
En 1418, les Bourguignons s’emparèrent de plusieurs villes de la vallée de l’Oise et, en 1433, les Anglais tentèrent une nouvelle fois de s’emparer de Beauvais.

#### Pierre Cauchon, évêque de Beauvais
Le 30 août 1420, le pape Martin V nomma Pierre Cauchon, évêque de Beauvais après les vives recommandations de l’université de Paris, du duc de Bourgogne, des rois Henri V d'Angleterre et Charles VI de France, autant de personnages ou d’institutions auxquels il avait rendu de multiples services. À près de cinquante ans, ce fut le couronnement de sa carrière ecclésiastique. Le 12 janvier 1421 quand il prit physiquement possession de son diocèse, le duc de Bourgogne Philippe le Bon l’accompagna lors de son entrée dans la ville. De 1421 à 1429, date de son départ forcé avec la prise de la ville par les armées de Charles VII, l’évêque résida peu à Beauvais. Les affaires du royaume l’appelaient le plus souvent à Paris et à Rouen. Pendant son épiscopat, il se heurta à l’échevinage qui levait une taille pour la réparation des fortifications. En tant que comte-évêque de Beauvais, Pierre Cauchon lui contesta ce droit.
Mais ce qui fit entrer Pierre Cauchon dans l'histoire, ce fut que les Anglais, qui avaient pris possession de Jeanne d'Arc, lui laissèrent la présidence du tribunal ecclésiastique du château de Rouen qui devait la condamner au bûcher, sentence exécutée le 30 mai 1431.

#### Les sièges de Beauvais
En 1443, une armée anglaise assiège la ville, et des soldats parviennent à y pénétrer. Mais un défenseur parvient à abaisser la herse, empêchant le gros de l'armée de les rejoindre. Les Anglais présents dans la ville sont aussitôt désarmés.
En 1472, le duc de Bourgogne, Charles le Téméraire aux prises avec le roi de France, fit, sans succès, le siège de Beauvais. La conduite héroïque de Jeanne Hachette pendant un assaut des Bourguignons est restée célèbre jusqu'à nos jours. Le roi Louis XI se rendit à Beauvais et accorda des privilèges fiscaux à la ville. Il accorda également des privilèges honorifiques aux femmes et aux jeunes filles et institua la procession de l'assaut,. Les privilèges accordés par Louis XI à l'industrie drapière de Beauvais montraient toute l'importance que le roi lui accordait.

## Époque moderne

### Renaissance

#### Fin de la construction de la cathédrale
Au XVIe siècle, Louis de Villiers de L'Isle-Adam, évêque de Beauvais entreprit de reprendre la construction de la cathédrale. On commença par le transept. Ce fut Martin Chambiges qui fut chargé de la conduite des travaux. Les travaux furent menés à bien, le transept fut édifié dans le style gothique flamboyant. Une flèche de plus de 150 m de hauteur fut érigée, par la suite, à la croisée du transept. Mais, à peine terminée, la flèche s'écroula en 1573. La nef quant à elle ne fut jamais construite, par manque de moyens financiers. 
Le bâtiment mesure 72,50 m de longueur pour une hauteur de voûte de près de 48,50 m, ce sont les plus hautes de l'architecture gothique en Europe.

#### Reconstruction du chœur de l'église Saint Étienne et du palais épiscopal
Au XVIe siècle, on entreprit la reconstruction du chœur de l'église saint Étienne dans le style gothique flamboyant. Les verrières furent réalisées par le maître-verrier Engrand Leprince.
Au début du XVIe siècle, l’évêque Louis de Villiers de L'Isle-Adam fit reconstruire le logis épiscopal dans le style gothique flamboyant mêlé d’éléments Renaissance. Il fit ajouter une tourelle d’escalier à vis surmontée d’un toit en poivrière et d’un campanile.

#### Un évêque protestant

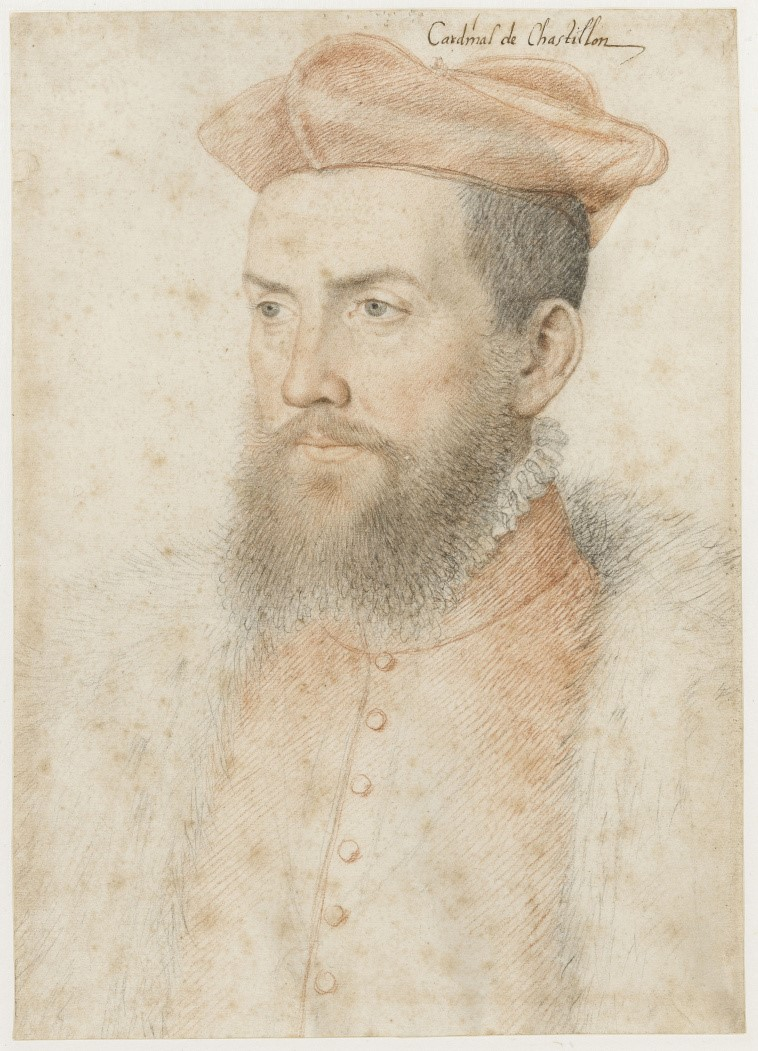
Odet de Châtillon par Jean Clouet (1555), Chantilly, Musée Condé

Odet de Coligny ou Odet de Châtillon fut cardinal, évêque de Beauvais de 1535 à 1563 et abbé de Saint-Lucien de Beauvais. D'abord hostile au calvinisme, il aida, ensuite, la nouvelle communauté réformée de Beauvais, installée dans la paroisse Saint-Gilles et qui se développait dans le faubourg Saint-Jacques. Il se serait converti à la Réforme en avril 1561.
En septembre 1561, Il participa au colloque de Poissy organisé par la reine Catherine de Médicis, où il fit un grand accueil à la délégation dirigée par Théodore de Bèze.
Le 31 mars 1563, le pape l'excommunia et lui retira son cardinalat et son diocèse de Beauvais. Il s'enfuit en Angleterre puis se maria l'année suivante.
En 1568. Beauvais adhéra à la Ligue et l’évêque Nicolas Fumée, fidèle à Henri de Navarre fut emprisonné par les Ligueurs.

### XVIIesiècle

#### La Contre-Réforme à Beauvais
Dans le mouvement de Contre-Réforme qui suivit le Concile de Trente, on assista à un regain d'activité religieuse dans l'Europe catholique. Au début du XVIIe siècle, de nouvelles communautés religieuses arrivèrent à Beauvais, les Ursulines, les Minimes et les Capucins et y fondèrent leurs couvents.

#### Beauvais, haut-lieu du jansénisme

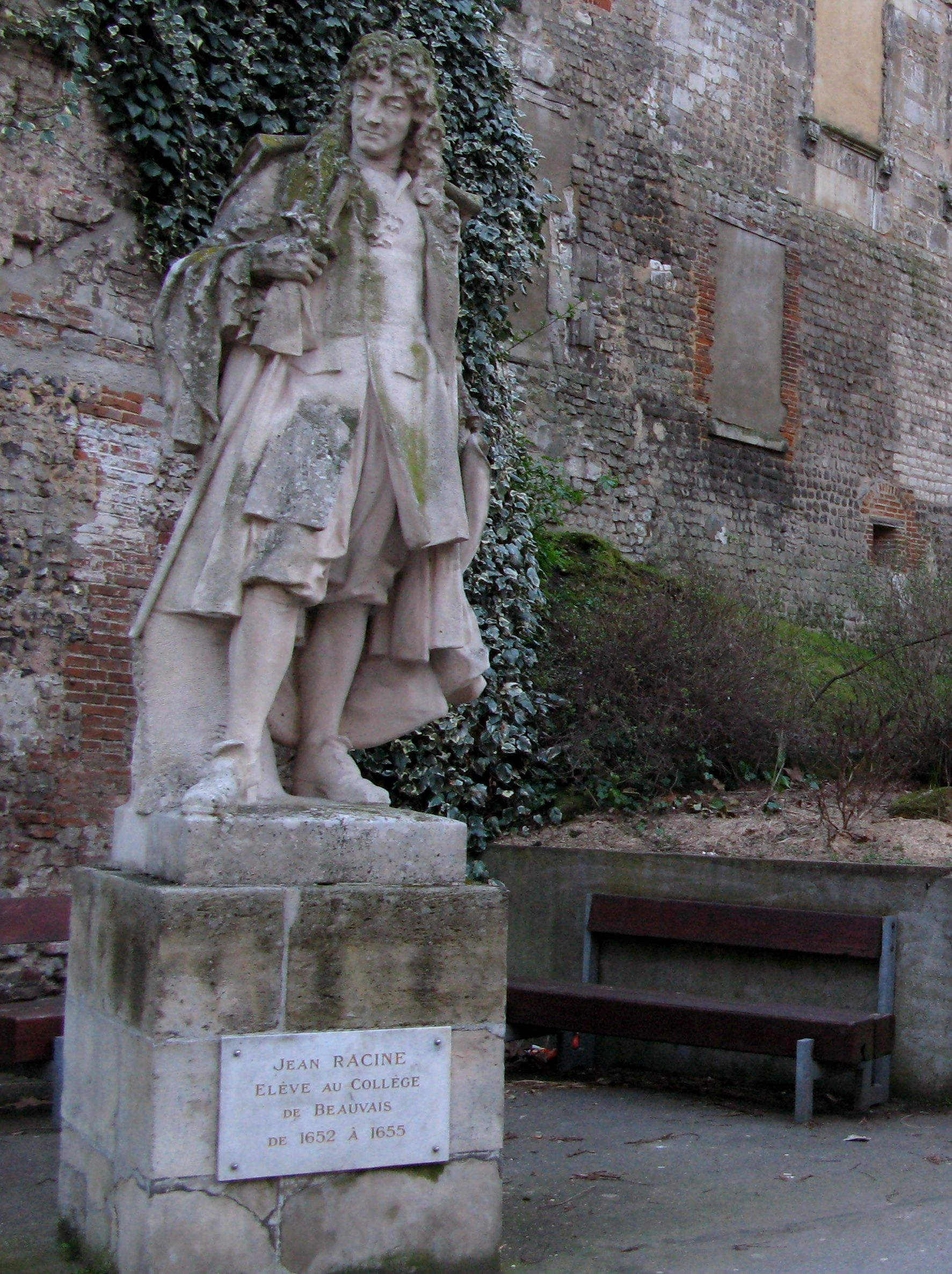
Jean Racine

Au XVIIe siècle, sous les épiscopats d'Augustin Potier et de son neveu et successeur Nicolas Choart de Buzenval, Beauvais fut un foyer d'étude et de piété. Le premier légua à sa cathédrale une importante bibliothèque d'imprimés. Le second, assisté du chanoine Godefroy Hermant, fit de l'évêché et du séminaire de la ville un centre du jansénisme. Beauvais devint un second Port-Royal, l'historien Louis-Sébastien Le Nain de Tillemont, notamment, fut élève du séminaire et du chanoine Hermant. Jean Racine fut élève au collège de Beauvais pendant cinq ans ainsi qu' Adrien Baillet, Charles Wallon et Guy Drappier.

#### La manufacture de tapisserie de Beauvais
En 1664, Jean-Baptiste Colbert fonda à Beauvais, une manufacture royale de tapisserie pour concurrencer les manufactures de tapisseries des Flandres et pour répondre aux exigences de sa politique mercantiliste et réduire les importations . Cette manufacture produisait des tapisseries sur des métiers de basse-lisse. La Manufacture de Beauvais, fut à l'origine une entreprise privée qui devait trouver dans la vente de ses productions les moyens de subvenir à son existence.
À cette époque, plus de la moitié de la population active de la ville de Beauvais aurait travaillé alors dans le textile. Les productions de cette manufacture étaient célèbres dans toute l'Europe.

#### Le bureau des pauvres
La Maladrerie Saint-Lazare accueillit des malades victimes de maladies contagieuses, en particulier des pestiférés pour lesquels de nouveaux bâtiments furent construits au Sud de l'enclos. 
En 1629, les Trois Corps de Beauvais (les représentants de la municipalité, de l'évêque et du chapitre) créèrent le bureau des pauvres auquel se trouva rattachée la maladrerie Saint-Lazare. Par cet acte, les fonctions de la Maladrerie Saint-Lazare changèrent sensiblement puisqu'elle n'était plus exclusivement destinée à accueillir les malades contagieux mais également des indigents et des marginaux que l'on cherchait ainsi à éloigner de l'enceinte de la cité.

### Beauvais au siècle des Lumières

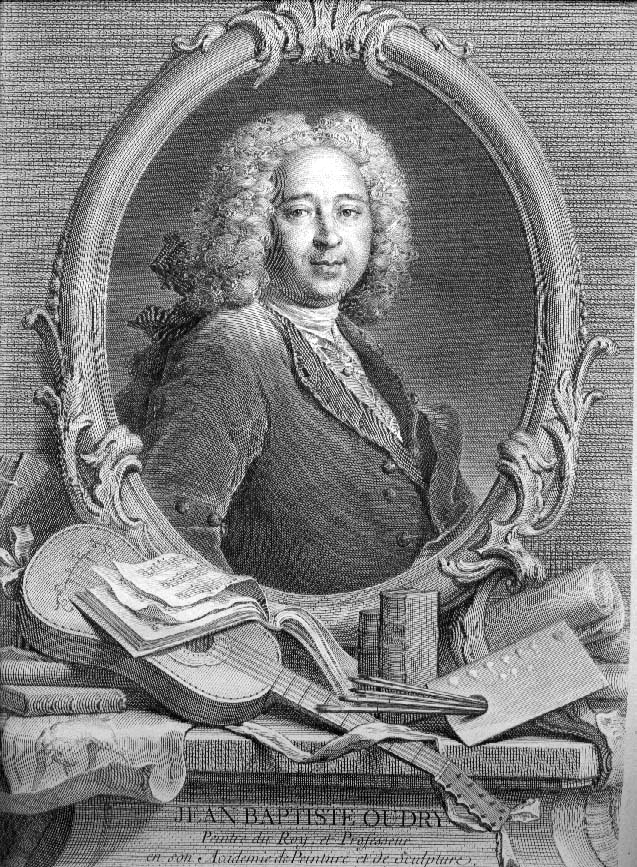
Jean-Baptiste Oudry

La Manufacture de Beauvais atteignit son apogée sous la direction artistique de Jean-Baptiste Oudry, au XVIIIe siècle. Il créa de vastes tentures et collabora avec le peintre François Boucher pour réaliser les cartons. 
La spécialité de la manufacture fut la production de tapisseries pour sièges assorties aux motifs des tentures. La manufacture employait à la Révolution française plusieurs centaines d’ouvriers et le 8 octobre 1804, Napoléon Bonaparte décida d'en faire une manufacture d'État. Les tissages de Beauvais étaient d'une qualité exceptionnelle, quasiment à l'équivalent des Gobelins.
À cette époque, un nouveau produit est apparu sur le marché « l'indienne », une cotonnade imprimée elle la Toile de Jouy qui allait rapidement fournir du travail à des centaines d'ouvriers beauvaisiens sans toutefois détrôner le commerce de la laine.
La ville procéda a des travaux d'embellissement et se dota, en 1752, d'un nouvel hôtel de ville de style néo-classique. Un service de diligence reliait, en 1779, Paris à Beauvais, deux jours par semaine. La durée du trajet  était d'une journée

## Époque contemporaine

### Révolution française

#### Beauvais, chef-lieu de département
L'évêque de Beauvais François-Joseph de La Rochefoucauld-Bayers fut élu député du clergé du bailliage de Clermont-en-Beauvaisis.
Pendant la Grande Peur, en juillet 1789, la ville de Beauvais envoya au secours du prévôt de la maréchaussée du Soissonnais aux prises avec une émotion populaire à Estrées-Saint-Denis et dans les environs, un détachement de 200 hommes de la milice bourgeoise avec leurs canons. Les hommes du détachement parvinrent jusqu'au village de Bresles où ils apprirent que c'était une fausse alarme. 
En 1790, la création du département de l'Oise donna à la ville de Beauvais un rôle administratif nouveau. Chef-lieu de département, elle accueillit également l'administration judiciaire du département et garda sa fonction épiscopale. Napoléon Bonaparte, alors Premier Consul, en fit une préfecture. Mais le choix de Beauvais fut contesté par d'autres villes du département. Ce ne fut qu'en 1799 que le choix de Beauvais fut définitivement tranché. Le 1er vendémiaire an VIII, Jacques Isoré, Commissaire du Directoire exécutif près l'administration du département de l'Oise répondit en ces termes au ministre de l'Intérieur de l'époque qui le sollicitait sur la question de la localisation du chef-lieu du département : « Sous le rapport politique, je pense que l'administration centrale de l'Oise doit rester à Beauvais. » Il fut entendu.
Les biens de l’Église furent déclarés Bien national et c'est ainsi que l'abbaye Saint-Lucien, l'abbaye Saint-Quentin et la maladrerie Saint-Lazare furent vendues aux enchères à des particuliers. L'abbaye Saint-Quentin fut racheté en 1792, par la famille Sallé qui en fit sa résidence et y installa une manufacture de toiles peintes. Revendu, l'abbaye devint, en 1824, la préfecture du département de l'Oise.

#### L'ancien évêque de Beauvais victime des massacres de septembre
François-Joseph de La Rochefoucauld-Bayers, évêque de Beauvais ayant refusé de prêter le serment de fidélité à la constitution, il fut remplacé par
Jean-Baptiste Massieu, élu le  21 février 1791, évêque constitutionnel du département de l'Oise par 193 voix sur 331. 
Dénoncé à l'Assemblée législative comme contre-révolutionnaire, François-Joseph de La Rochefoucauld-Bayers accompagné de son frère Pierre-Louis de La Rochefoucauld, évêque de Saintes, prit la fuite et tenta de trouver refuge chez leur sœur, abbesse de Notre-Dame de Soissons. Reconnus, ils furent enfermés à la prison des Carmes à Paris et périrent, le 2 septembre 1792 au cours des Massacres de Septembre.

### XIXesiècle: Beauvais, une ville assoupie?

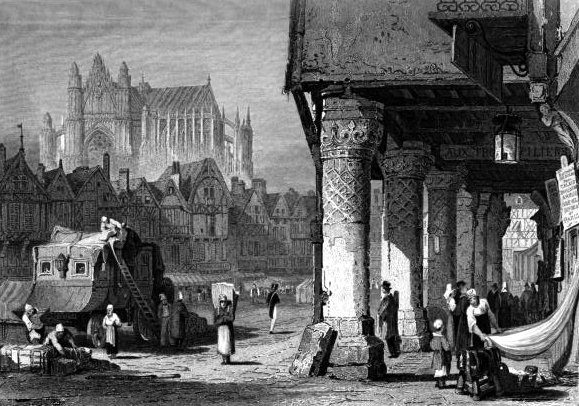
Beauvais vue par William Brockedon en 1835.

#### Première moitié duXIXesiècle, Beauvais rejette l’innovation
À la fin du XVIIIe siècle, Beauvais entama son  déclin.  Au XIXe siècle, elle resta fidèle à l’industrie textile traditionnelle alors que la révolution industrielle triomphait. L’industrie locale se concentra sur la laine, la brosserie, la tabletterie et l’agro-alimentaire. Méfiante à l'égard des innovations techniques qui pouvaient bouleverser leur manière de vivre, les élites locales freinèrent des quatre fers l’arrivée du chemin de fer. La ville eut à sa tête de 1803 à 1839, un notable libéral, Pierre de Nully d'Hécourt.
En 1833, le conseil municipal dans une délibération refusa le passage par Beauvais de la ligne Paris-Nord-Amiens-Lille/Calais. La ville préféra rester à l'écart de la modernité et continua de vivre au rythme de la diligence (durée du trajet Beauvais-Paris : 10 heures en passant par Méru avec un maximum de 18 places). Ce ne fut qu'en 1876 que la ligne de chemin de fer directe vers la capitale s'ouvrit.

#### La rénovation urbaine dans la seconde moitié duXIXesiècle
La seconde moitié du XIXe siècle fut marqué, à Beauvais, par une volonté de rénovation urbaine. La ville s'ouvrit avec l'aménagement des boulevards à l'emplacement de l'ancien rempart médiéval. Des édifices publics furent construits : l’hôtel-Dieu, le lycée Félix-Faure, la gare. Dans le faubourg Saint-Jacques, les abattoirs furent dans un style architectural soigné. Sur la  Grand-Place, fut inaugurée en 1851, par le président de la république  Louis-Napoléon Bonaparte, la statue de Jeanne Hachette œuvre de Gabriel-Vital Dubray. 
Alors que le mouvement d'urbanisation se poursuivait hors de l'ancien centre, un nouvel élément fut introduit dans l'architecture : la céramique dont le Beauvaisis était producteur. La façade de la manufacture Gréber fut un très bel exemple de cette production. Maisons de style anglais, villas d'imitation balnéaire, façades Art déco ornèrent notamment les boulevards Saint-André et l'avenue Victor-Hugo.
De 1865 à 1868, un horloger beauvaisien, Auguste-Lucien Vérité construisit l'horloge astronomique de la cathédrale.
La population de la ville passa de 14 000 habitants en 1856 à 20 000 en 1906.

### Première Guerre mondiale: Beauvais, ville de l’arrière

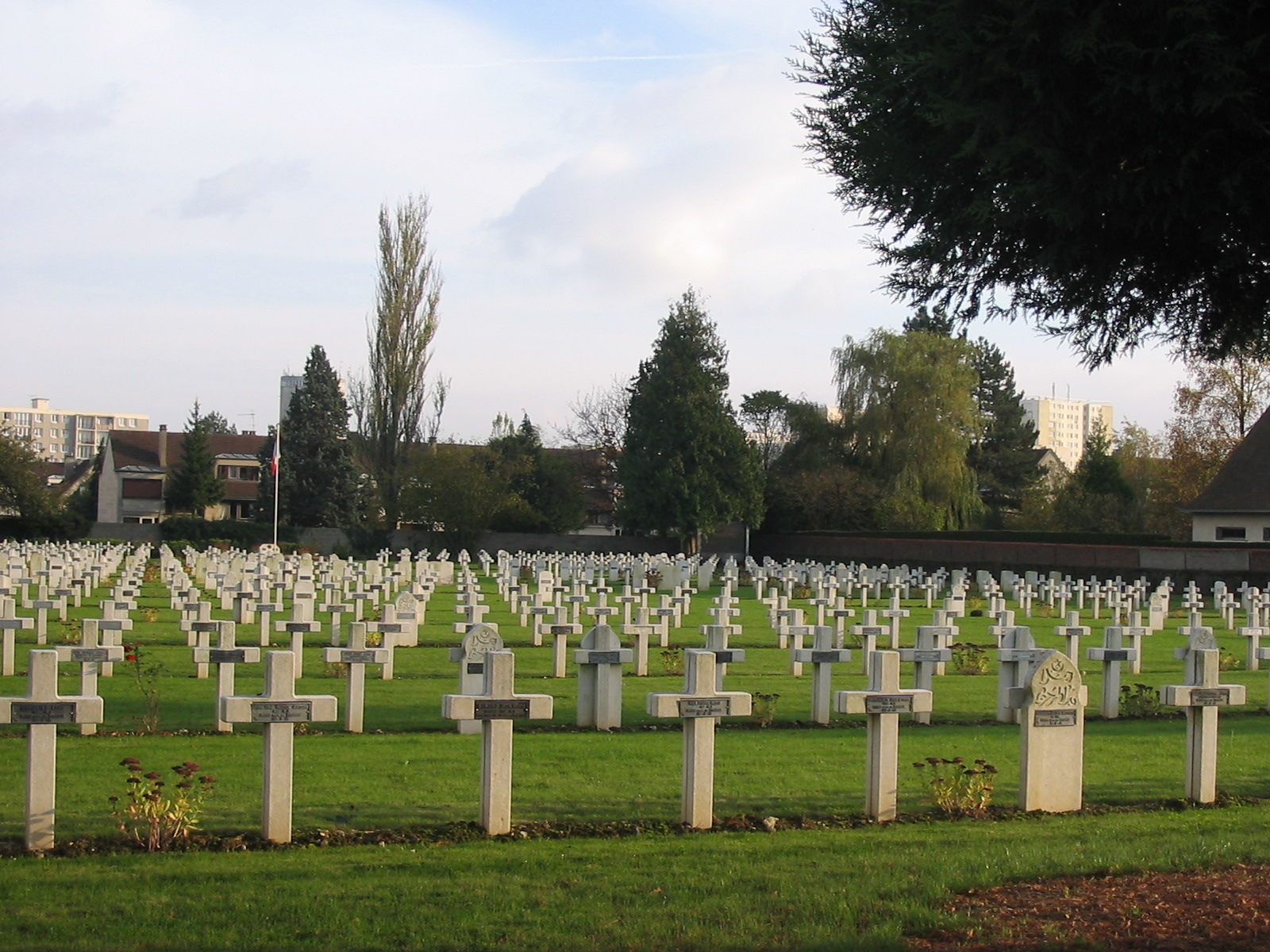
Nécropole nationale de Marissel à Beauvais.

Durant la Première Guerre mondiale, Beauvais vécut pendant quatre ans l'existence d'une ville de l'arrière, assez proche du front, une existence compliquée par les aléas d'un ravitaillement irrégulier.
La ville, sous la direction de son maire, le radical, Cyprien Desgroux, dut faire face au cours de la Grande Guerre à l'afflux de réfugiés venus de Belgique et du Nord de la France. 
En mars 1918, l'hôtel de ville devint le QG du général Foch, c'est là qu'il se vit confier le commandement suprême des armées alliées, par les gouvernements français, anglais et américain.
Vers la fin de la guerre, du mois d'avril au mois de juin 1918, la ville fut bombardée à huit reprises, ce qui occasionna la destruction de 80 maisons. Le jour de l'armistice, la ville déplorait 719 morts au combat, et 13 civils tués pendant les bombardements.

### Déclin de Beauvais pendant l’entre-deux-guerres
En 1924, fut inauguré le monument aux morts de Beauvais, dû à l'architecte Jacques Gréber. Le groupe sculpté est l'œuvre du sculpteur beauvaisien Henri Gréber. Il représente une victoire ailée embrassant sur le front un homme mourant. À gauche du socle trois poilus sortent leur tête d'une tranchée, des drapeaux se rabattent sur eux. À droite, figurent des roses et des branches de chêne.
Dans l'entre-deux-guerres, Beauvais continua de vivre de ses activités traditionnelles, industrie textile et commerce, mais la dépression économique des années 1930 précipita le déclin de la cité, et plus largement du Beauvaisis. Cependant, en 1932, s'implanta une usine Spontex qui fabriquait des éponges.

### Seconde Guerre mondiale: Beauvais, ville martyre
Dès la déclaration de la Seconde Guerre mondiale, Beauvais retrouve le rôle de ville-hôpital qu'elle avait connu entre 1914 et 1918. À partir du 10 mai 1940, l'armée allemande lança la guerre-éclair et enfonça le front allié qui résista tant bien que mal sur la Somme jusqu'au 7 juin 1940.

#### Les bombardements de juin 1940
La ville de Beauvais subit des bombardements sporadiques du 18 au 25 mai 1940 mais ce fut surtout du 5 au 9 juin que les bombardements de la Luftwaffe furent les plus intenses. Puis dans la nuit du 13 au 14 juin ce fut la Royal Air Force qui bombarda la ville occupée par les Allemands. Entre le 5 et le 8 juin 1940, le centre de Beauvais a été détruit à plus de 50% par les bombardements allemands. Le 5 juin neuf bombes tombèrent sur le quartier de la préfecture, le centre-ville fut touché, un avion vola même au ras de l’hôtel de ville. Le 6 juin, six bombes tombèrent sans exploser sur la cathédrale. 1 978 maisons sur 4 250 furent totalement détruites et 250 furent inhabitables, 60 monuments classés sur 82 avaient disparu.
Le 8 juin fut la journée la plus éprouvante pour la ville, 7 à 8 attaques aériennes eurent lieu dans la matinée. En début d'après-midi, la ville subit deux nouvelles attaques aériennes et une autre dans la soirée qui détruisit l'hôtel de ville. La ville se transforma en un gigantesque brasier.
Dans la nuit du 9 au 10 juin les premiers éléments motorisés de l'armée allemande pénètrent dans la cité dévastée. Il n’y a plus ni eau, ni gaz, ni électricité. Ni d’ailleurs d’habitants. La chaleur était insoutenable, il était impossible de rejoindre le centre ville avec un véhicule. 
Quelles furent les raisons de cet acharnement allemand sur une ville sans aucune présence militaire? Terroriser la population pour anéantir une éventuelle tentative de résistance militaire? En représailles au bombardement de la ville de Fribourg en Allemagne ? Une erreur de la Luftwaffe ?  Par précaution, la quasi-totalité des 20 000 habitants de la ville avaient évacué à partir du 20 mai. Le pilonnage fit cinquante-huit victimes sur les deux cents personnes encore présentes sur les lieux en juin 1940.
Il ne resta presque rien des habitations du centre : le cœur historique de la ville fut détruit. Seules furent épargnées la cathédrale, le palais de justice et l'église Saint-Étienne. La ville était détruite aux deux tiers. En octobre 1940, 11 000 Beauvaisiens étaient de retour, 2 000 étaient sans abri. On comptait 350 commerçants sinistrés. On se logea comme on le put dans des baraquements, des roulottes...

#### Hitler à Beauvais
Le 25 décembre 1940, Hitler vint à Beauvais fêter Noël avec les aviateurs de la Luftwaffe, dans le réfectoire du Lycée Jeanne Hachette. Le Lycée avait été réquisitionné pour loger les escadrilles dont les avions se trouvaient à l’aérodrome de Beauvais-Tillé. La piste fut bétonnée pour favoriser leurs évolutions avec l’aide de travailleurs requis dans la région.

#### L'aérodrome de Beauvais-Tillé base aérienne allemande
En juillet 1940, un groupe d'aviation allemand arriva à Beauvais. Il participa à la Bataille d'Angleterre.
En 1941, après la bataille d'Angleterre, l'aérodrome de Tillé servit de terrains de délestage, de secours ou de ravitaillement. Quelques escadrilles y transitèrent.
En 1942, l'aérodrome se dota de canons anti-aériens, la « flak ». Les passages de la RAF se faisant de plus en plus fréquents, la présence de l'aviation de chasse allemande devint permanente.
En 1943, les passages de bombardiers lourds américains furent fréquents le jour, et ceux des bombardiers de la RAF, la nuit. La Luftwaffe fut obligée d'augmenter les postes de flak et d'installer à demeure l'escadrille d'élite. 
En 1944, les bombardements de l'aérodrome par l'aviation alliée devinrent fréquents. En juin, les terrains étaient tellement bombardés, que la Luftwaffe trouva refuge sur des terrains de campagne, à Nivillers notamment.

#### Extension de la commune de Beauvais
C'est durant cette période noire, en 1943, que quatre communes voisines furent rattachées à Beauvais :
- Marissel, peuplée de 2 326 habitants au recensement de 1936[33] ;
- Saint-Just-des-Marais, peuplée de 2 095 habitants en 1936[34] ; cette dernière avait porté, durant la Révolution le nom de La Chaussée-de-la-Montagne[34] ;
- Voisinlieu, peuplée de 2 294 habitants en 1936[35] ;
- Notre-Dame-du-Thil, 1 647 habitants la peuplant en 1936[36] ; cette commune avait porté, durant la Révolution le nom de Duthil-la-Montagne[36].

#### Discrimination, spoliation et extermination des Juifs de Beauvais

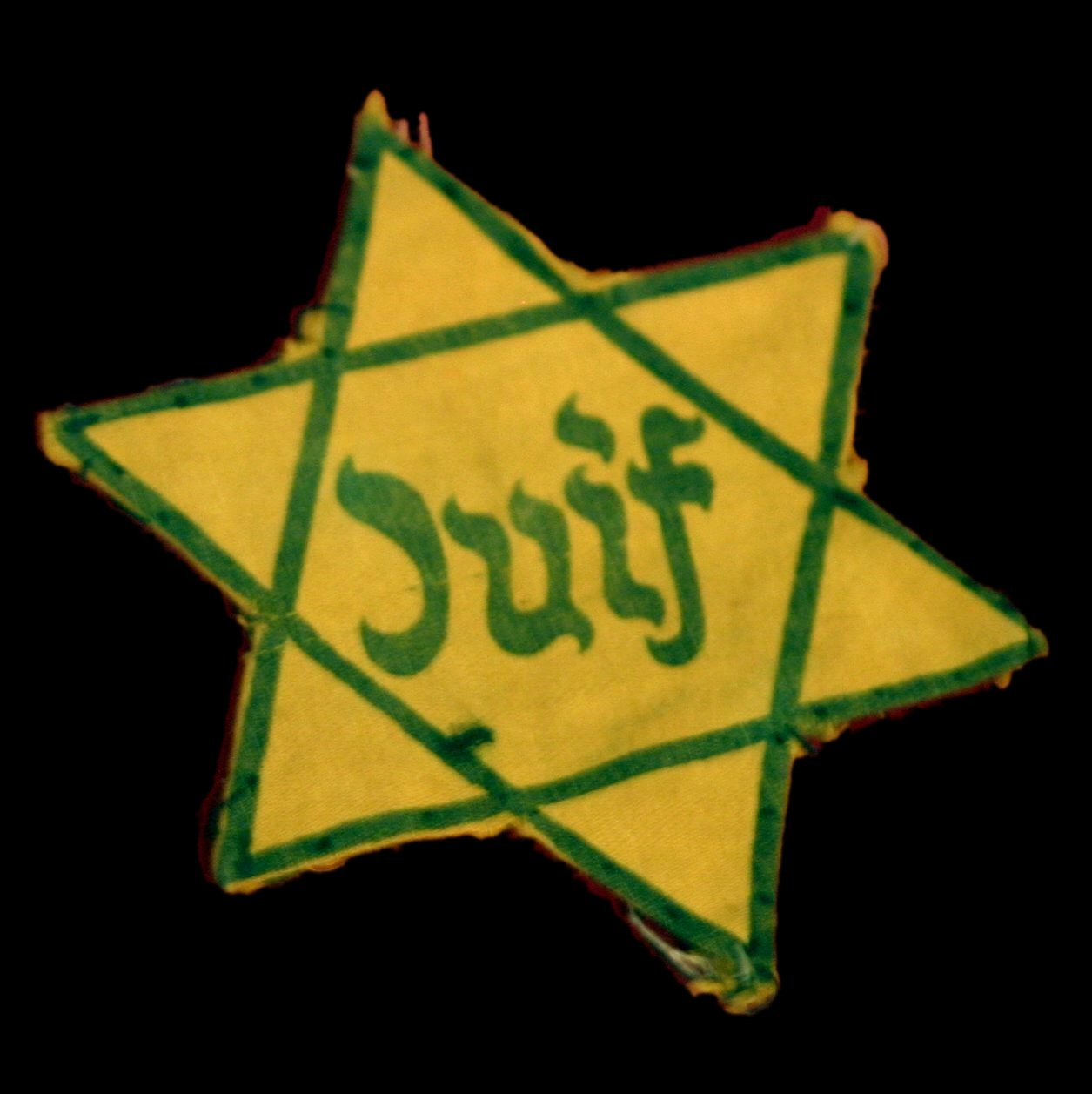

Les Juifs de l'agglomération de Beauvais recensés en 1940 n'étaient pas nombreux, une quinzaine tout au plus, la plupart commerçants. Une ordonnance allemande du 27 septembre 1940 les contraignit à se faire recenser dans leur commune de résidence. De plus, il leur était interdit de posséder une entreprise, ce qui était le cas pour la plupart des Juifs beauvaisiens. Leurs biens furent donc aryanisés, c'est-à-dire qu'ils leur furent confisqués. 
Les derniers Juifs résidant à Beauvais furent arrêtés les 4 et 5 janvier 1944, transférés à Drancy et déportés le 20 janvier 1944 à Auschwitz-Birkenau par le convoi no 66.

#### La Résistance des Beauvaisiens
Quatre frères d'une famille beauvaisienne s'illustrèrent pendant la Seconde Guerre mondiale :
- Hubert Amyot d'Inville, (1909 - 1944) : rallia l'Angleterre et la France libre, s'engagea dans les Forces navales françaises libres. Il participa à l'opération sur Dakar, au ralliement du Gabon, à la Campagne de Syrie pendant laquelle il fut grièvement blessé devant Damas. Il prit part à la Bataille de Bir Hakeim, à la Seconde bataille d'El Alamein et à la campagne de Tunisie. Il fut tué au cours de la campagne d'Italie, le 10 juin 1944.
- Jacques Amyot d'Inville (1908-1943) : capitaine dans le 3e régiment étranger d'infanterie des Forces françaises libres, il fut tué au cours de la campagne de Tunisie.
- Abbé Gérald Amyot d'Inville (1910-1945) : entré en Résistance en janvier 1941, il fut arrêté le 13 décembre 1943, par la Gestapo à Paris. Interrogé à Creil, il fut incarcéré au camp de Royallieu, à Compiègne. Le 27 janvier 1944, il fut déporté à Buchenwald (matricule 44 372). Il mourut le 29 janvier 1945 à Ellrich.
- Guy Amyot d'Inville : capitaine dans le 7e régiment de cuirassiers. Grièvement blessé pendant la Bataille de France de 1940. Fait prisonnier, le 5 juin 1940, il ne fut libéré qu’à la fin de la guerre. C'est le seul des frères Amyot d'Inville qui survécut au conflit.

Roger Froissart, dit « Chamagne », mobilisé en 1939, fait prisonnier en 1940, il s'évada et gagna les rangs de la Résistance. Membre des Francs-tireurs et partisans (FTP), il fut chargé, en avril 1944, de constituer les groupes de réserve FTP à Beauvais et ses environs lorsque le mouvement Front national décida de verser tous ses effectifs dans les rangs des Forces françaises de l'intérieur (FFI). Il représenta le Front national du secteur de Beauvais au Comité départemental de libération et représenta les FTP au sein des FFI du secteur ouest avec le grade de capitaine. Il blessé au cours d'une mission en moto à Givet dans les Ardennes le 24 décembre 1944 et mourut en janvier 1945.
Le maire radical-socialiste de Beauvais, Charles Desgroux, fut arrêté le 6 juin 1944 pour son manque de collaboration avec les Allemands et pour servir d'otage avec d'autres personnalités, arrêtées, ailleurs en France, elles aussi au moment du Débarquement de Normandie. Il fut déporté à Neuengamme sous le n°37546. Rentré en France, il mourut en 1950.
La caserne Agel, construite en 1914, servit de prison pour les résistants arrêtés avant leur déportation en camp de concentration en Allemagne.

#### Libération de Beauvais par l'armée britannique

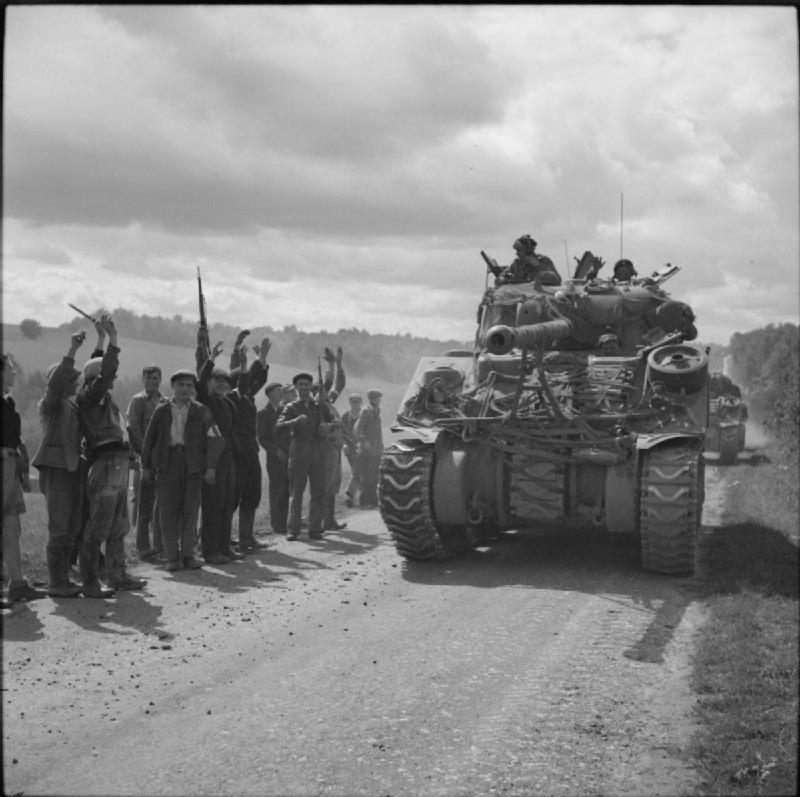
soldats et char britanniques acclamés par la population de Beauvais (31 août 1944)

Le mercredi 30 août 1944, dans l’après-midi, les troupes britanniques de la 8th Armoured Brigade (8e Brigade blindée britannique) arrivèrent par la route de Rouen vers 17 h. Les Allemands déclenchèrent des incendies pour retarder l'avance des Alliés. Les soldats britanniques pénétrèrent dans la ville jusqu'à la Kommandantur, installée dans l'ancien palais épiscopal. De leur côté, les FFI prirent la préfecture mais des combats se déroulèrent à Voisinlieu et à Marissel. Beauvais fut totalement libérée dans la soirée. Les combats de la Libération firent deux morts parmi les résistants. 
Plus au sud le 13/18 Royal Hussars tenta d'accéder à la ville par Auneuil. À hauteur de la ferme du Point du Jour, les Allemands s'étaient retranché. Un véhicule de reconnaissance et trois chars Sherman furent détruits. Le 13/18 Royal Hussars dut arrêter sa marche et bivouaquer à La Houssoye. Les Allemands se replièrent vers Beauvais mais ils s'aperçurent que les Britanniques tenaient déjà la ville. Une succession d'escarmouches et de combats eut lieu, les Allemands perdant de nombreux véhicules hippomobiles et trois chars Tigre (deux à Goincourt et un dans le centre de Beauvais). Les Britanniques du 12th K.R.R.C. eurent trois tués. Dans la soirée, la 8e Brigade blindée britannique avait positionné deux régiments à Troissereux (Sherwood Rangers) et Juvignies (4/7 R.D.G.) et un à La Houssoye (13/18 R.H.). Entre les deux, des Allemands erraient dans la « poche d'Auneuil ».
Le 11 août 1945, le général de Gaulle visitant Beauvais en ruines déclara : « Bonne ville de France, vieille cité de l'Île-de-France, cité meurtrie, cité mutilée… ». Il fallait en effet reconstruire sur 43 hectares de déblais. « Les témoins du passé sont morts et bien morts » disait l'architecte Georges Noël.
Le 23 novembre 1957, un décret du Président de la République attribuait la croix de chevalier de la Légion d'honneur à la ville de Beauvais ainsi que la croix de guerre 1939-1945 avec palme.

### Trente Glorieuses, Beauvais renoue avec l’expansion

#### Reconstruction et expansion urbaine
En 1942, l'architecte-urbaniste beauvaisien, Georges Noël, premier grand prix de Rome, fut choisi pour réaliser le plan de reconstruction et d'aménagement de Beauvais. Mais les travaux ne débutèrent que cinq ans plus tard. Il fallait reconstruire tout en mettant en valeur les églises et les bâtiments qui avaient survécu aux destructions. Le plan de reconstruction s'efforça de respecter l'équilibre des anciens quartiers, avec des rues plus larges, plus régulières.
Le centre ville fut reconstruit dans les années 1940 et 1950, mais il fallut attendre les années 1960 pour que la reconstruction s'acheva véritablement, pour que de nouveaux quartiers fussent édifiés sur les plateaux dominant la vallée du Thérain, quartier Argentine au nord et Saint-Jean au sud composés de grands ensembles d'immeubles (comme l'église Saint-Jean-Baptiste de Beauvais).
En 1956, l'aéroport de Tillé, construit dans les années 1930, fut ouvert au trafic commercial. 
En 1974 fut inauguré le Palais de justice et, en 1976, s'ouvrit la Galerie nationale de la Tapisserie. Détruite par des bombardements en 1940, la manufacture de Beauvais fut transférée à Paris sur le site des Gobelins. En 1989, les ateliers revinrent à Beauvais et furent installés dans les bâtiments du XIXe, anciens abattoirs de la ville.
La ville bénéficia de l'implantation de nouvelles industries. Le secteur de l'équipement automobile fut particulièrement bien représenté à Beauvais auquel s'ajouta la production de tracteurs agricoles, de même que les industries agro-alimentaires, de la parfumerie, de la pharmacie et l'industrie plus traditionnelle de la brosserie, du textile et de la céramique.

#### Une forte croissance démographique
Le rattachement de quatre communes suburbaines à la ville de Beauvais pendant la Seconde Guerre mondiale allait permettre l’extension de la ville et la croissance de sa population de 23 000 habitants en 1946, la ville atteignait 47 000 en 1968. Cette forte croissance s'explique très largement par le Baby boom et l’afflux des populations des campagnes venus chercher un emploi dans les usines ou les services de la ville. À ces ruraux néo-urbains allaient s'adjoindre des populations d'origine étrangère.

#### Évolution politique, Beauvais de droite à gauche
La vie politique beauvaisienne fut marquée pendant les Trente Glorieuses par une domination de la droite, de 1946 à 1977, les maires de la ville, Robert Sené, Pierre Jacoby et Edouard Grospiron étaient étiquetés à droite. En 1958, avec le retour au pouvoir du général de Gaulle, l'élection de l'avionneur Marcel Dassault comme député de la première circonscription de l'Oise (Beauvais-Nord) et de François Bénard comme député de Beauvais-Sud confirma cet ancrage à droite.
Néanmoins, les progrès de la gauche se firent sentir au cours d'une élection municipale partielle après le décès du maire, Pierre Jacoby, en 1972. Deux conseillers municipaux de gauche furent élus. En 1977, la liste d'union de la gauche conduite par Walter Amsallem remportait l'élection municipale. Ce fut un véritable séisme pour le camp conservateur. Néanmoins, Marcel Dassault resta député de Beauvais jusqu'à sa mort en 1986.

### Fin duXXesiècle, Beauvais frappée par la désindustrialisation
Au cours des années quatre-vingt-dix, l'ancien bureau des Pauvres fut aménagé en centre culturel et l'antenne universitaire ouvrit ses portes.

#### Dégradation économique et sociale, Beauvais en crise
Malheureusement, la ville subit sous l'effet de la mondialisation une désindustrialisation inexorable. Les industries de la brosserie et du textile ont presque totalement disparu. Après plusieurs rachats et fusions, Spontex qui n'emploie plus que 250 salariés fut vendu au groupe américain Jarden-Corporation, ce qui fait craindre aux salariés une restructuration à terme. De plus, les dirigeants sont contraints de prendre en compte les nuisances olfactives causées par la fabrication des célèbres éponges. Située à l’ouest de l’agglomération beauvaisienne, l’usine rejette un gaz, le sulfure d'hydrogène (H 2 S), qui se reconnaît à son odeur particulièrement nauséabonde.

#### Évolution politique, Beauvais de gauche à droite
En 2001, aux élections municipales, une majorité de Beauvaisiens désigna la liste de droite conduite par Caroline Cayeux pour diriger la ville. Le Front national progresse régulièrement en % à chaque élection. La circonscription de Beauvais reste toujours bien ancrée à droite avec les réélections successives d'Olivier Dassault, petit-fils du célèbre avionneur excepté entre 1997 et 2002 où le socialiste Yves Rome fut élu député.

### Beauvais auXXIesiècle

#### Création de la communauté d'agglomération du Beauvaisis
La Loi relative au renforcement et à la simplification de la coopération intercommunale (dite loi Chevènement) du 12 juillet 1999 oblige toutes les communes à intégrer un Établissement public de coopération intercommunale (EPCI). La communauté de communes du Beauvaisis regroupait 17 communes. En 2004, Elle se transforma en communauté d'agglomération du Beauvaisis et regroupe aujourd'hui 31 communes.

## Pour approfondir